# Nguyễn Trần Phượng Trân
Nguyễn Trần Phượng Trân (sinh ngày 28 tháng 1 năm 1976) là nữ Đại biểu Quốc hội nước Cộng hòa xã hội chủ nghĩa Việt Nam. Bà hiện là Thành ủy viên, Bí thư Đảng ủy phường Tam Bình.
Bà từng là Phó Trưởng đoàn Đại biểu Quốc hội chuyên trách khóa XV Thành phố Hồ Chí Minh , Bí thư Đảng đoàn, Bí thư Đảng ủy cơ quan, Chủ tịch Hội Liên hiệp Phụ nữ Thành phố Hồ Chí Minh, Ủy viên Đoàn Chủ tịch Trung ương Hội Liên hiệp Phụ nữ Việt Nam, Ủy viên Ủy ban Văn hóa, Giáo dục của Quốc hội.
Nguyễn Trần Phượng Trân là đảng viên Đảng Cộng sản Việt Nam, học vị Cử nhân Xã hội học, Cử nhân Chính trị, Thạc sĩ Xây dựng Đảng, Cao cấp lý luận chính trị. Bà có sự nghiệp đều công tác ở Thành phố Hồ Chí Minh.

## Xuất thân và giáo dục
Nguyễn Trần Phượng Trân sinh ngày 28 tháng 1 năm 1976 tại Phường 8, thành phố Đà Lạt, tỉnh Lâm Đồng. Bà lớn lên và tốt nghiệp phổ thông 12/12, học đại học và tốt nghiệp Cử nhân Xã hội học, có thêm văn bằng đại học thứ hai là Cử nhân Chính trị, tiếp tục học cao học và nhận bằng Thạc sĩ Xây dựng Đảng và Chính quyền Nhà nước. Bà được kết nạp Đảng Cộng sản Việt Nam vào ngày 8 tháng 12 năm 2003, trở thành đảng viên chính thức sau đó 1 năm, từng theo học các khóa chính trị ở Học viện Chính trị Quốc gia Hồ Chí Minh và tốt nghiệp Cao cấp lý luận chính trị. Hiện bà thường trú ở Tổ 49, Khu phố 3, phường Cầu Ông Lãnh, Quận 1, Thành phố Hồ Chí Minh.

## Sự nghiệp
Tháng 9 năm 1994, sau khi tốt nghiệp trung học phổ thông, Nguyễn Trần Phượng Trân bắt đầu công tác với vai trò là cộng tác viên của Hội Liên hiệp Phụ nữ Phường 17, quận Gò Vấp, Thành phố Hồ Chí Minh. Bà được tuyển dụng công chức, công tác thời gian dài và liên tục ở đây, được điều lên Hội Liên hiệp Phụ nữ quận Gò Vấp, là cán bộ rồi Phó Chủ tịch Hội Liên hiệp Phụ nữ quận Gò Vấp. Tháng 5 năm 2008, bà được điều chuyển sang Liên đoàn Lao động quận Gò Vấp, nhậm chức Phó Chủ tịch thường trực, sau đó được bầu vào Ban Chấp hành Đảng bộ quận Gò Vấp, rồi Ủy viên Ban Thường vụ Quận ủy Gò Vấp, thăng chức làm Chủ tịch Liên đoàn Lao động quận Gò Vấp. Tháng 3 năm 2013, bà được bổ nhiệm làm Phó Chủ tịch Liên đoàn Lao động Thành phố Hồ Chí Minh, kiêm nhiệm là Trưởng ban Chính sách pháp luật. Sau đó, bà được điều về quận Bình Tân, nhậm chức Phó Bí thư Quận ủy rồi tiếp tục là Phó Bí thư thường trực Quận ủy. Bà là Đại biểu Hội đồng nhân dân Thành phố Hồ Chí Minh nhiệm kỳ 2016–2021.
Tháng 6 năm 2019, Nguyễn Trần Phượng Trân được điều lên Thành ủy Thành phố Hồ Chí Minh, nhậm chức Phó Trưởng Ban Dân vận Thành ủy, đến ngày 13 tháng 3 năm 2020 thì được bổ nhiệm làm Chủ tịch Hội Liên hiệp Phụ nữ Thành phố Hồ Chí Minh. Đến tháng 10 cùng năm, tại Đại hội Đảng bộ Thành phố Hồ Chí Minh lần thứ XI, nhiệm kỳ 2020–2025, bà được bầu làm Ủy viên Ban Chấp hành Đảng bộ Thành phố Hồ Chí Minh, sau đó được bầu làm Ủy viên Đoàn Chủ tịch Trung ương Hội Liên hiệp Phụ nữ Việt Nam. Năm 2021, với sự giới thiệu của Ủy ban Mặt trận Tổ quốc Việt Nam Thành phố, bà tham gia ứng cử đại biểu Quốc hội từ Thành phố Hồ Chí Minh, bầu cử ở đơn vị bầu cử số 9 ở Quận 4, Quận 7, huyện Nhà Bè, Cần Giờ rồi trúng cử Đại biểu Quốc hội khóa XV với tỷ lệ 63,73%. Trong nhiệm kỳ này, bà là Ủy viên Ủy ban Văn hóa, Giáo dục của Quốc hội.
Ngày 19 tháng 2 năm 2025, Chủ tịch Quốc hội Trần Thanh Mẫn ký ban hành Nghị quyết số số 1535 phê chuẩn kết quả bầu bà Nguyễn Trần Phượng Trân, Thành ủy viên, đại biểu Quốc hội, Bí thư Đảng đoàn, Chủ tịch Hội Liên hiệp Phụ nữ TP.HCM, giữ chức vụ Phó Trưởng Đoàn đại biểu Quốc hội chuyên trách khóa XV TP HCM.